# Marie-Joseph Lemieux
Marie-Joseph Lemieux OP  (* 10. Mai 1902 in Québec, Kanada; † 4. März 1994) war ein kanadischer Erzbischof und Apostolischer Nuntius der römisch-katholischen Kirche.

## Leben
Marie-Joseph Lemieux trat in den Dominikanerorden ein und legte am 4. August 1924 die ewigen Ordensgelübde ab. Er studierte in Rom, Lille und Oxford und wurde am 15. April 1928 in Ottawa von Felix-Raymond-Marie Kardinal Rouleau OP zum Ordenspriester geweiht. Seine erste Missionsaufgabe absolviert er in Japan.

### Jüngster Bischof
Mit der Ernennung zum Bischof von Hakodate, dem späteren Bistum Sendai (Japan), am 9. Dezember 1935 ging er als der damals jüngste Bischof der römisch-katholischen Kirche in die Geschichte ein. Am 29. Juni 1936 spendete ihm der Apostolische Delegat in Japan, Erzbischof Paolo Marella, die Bischofsweihe. Mitkonsekratoren waren der Erzbischof von Tokio, Jean-Baptiste-Alix Chambon MEP, und der Bischof von Nagasaki, Januarius Kyūnosuke Hayasaka. 1941 musste er Japan aus politischen Gründen verlassen, er kehrte am 16. Januar 1941 nach Kanada zurück und wurde als Exil-Bischof von Sendai zum Titularbischof von Calydon ernannt. Am 26. November 1942 wurde er zum Apostolischen Administrator von Gravelbourg, Saskatchewan, ernannt. Papst Pius XII. ernannte ihn am 15. April 1944 zum Bischof von Gravelbourg und am 28. Mai 1944 erfolgte die Amtsübernahme.

### Erzbischof und Nuntius
Es folgte am 20. Juli 1953 die Ernennung zum Erzbischof und Metropoliten von Ottawa, am 17. September 1953 wurde er feierlich in sein neues Amt eingeführt. Am 16. September 1966 ernannte ihn Papst Paul VI. zum Titularerzbischof pro hac vice von Saldae und zum Apostolischen Nuntius in Haiti. Von 1968 bis 1969 war er gleichzeitig Apostolischer Delegat auf den Antillen. Am 30. Mai 1969 wurde er Apostolischer Pro-Nuntius in Indien. Am 16. Februar 1971 trat er in den Ruhestand.

## Wirken
Erzbischof Lemieux war Teilnehmer an allen Sitzungsperioden des Zweiten Vatikanischen Konzils und war Konsultor in der „Vorbereitungskommission für die Bischöfe und die Diözesen“.  Er weihte Paul-Émile Charbonneau, Joseph Raymond Windle (Titularbischof von Uzita) und René Audet zu Bischöfen, sowie Edgerton Roland Clarke und Gordon Anthony Pantin CSSp zu Erzbischöfen. Bei der Bischofsweihe von Peter Tatsuo Kardinal Doi und Aimé Décosse (Bischof von Gravelbourg) assistierte er als Mitkonsekrator. Sein Wahlspruch lautete: „IN CARITATE CHRISTI“.